# 三伏 (游戏)
《三伏》是由中国游戏公司拾英工作室开发、Gamera Games发行的悬疑惊悚解谜游戏，于2023年7月27日发行。

## 介绍
游戏故事发生在二十世纪九十年代，号称拥有特异功能的“三眼神童”曾名噪一时，但1998年三眼神童意外离世，其身份和特异功能的奥秘成为无解之迷。在三眼神童死亡的数年后，山城市出现都市传说，称近期不断有电视信号遭到劫持，反复播放三眼神童曾代言的饮料广告。所属警方的神秘组织“调查局”着手调查这起事件，玩家扮演调查员“徐清源”和“邱芜”，探寻这起事件的真相。游戏采用双视角叙事，玩家将在“徐清源”和“邱芜”两名角色间不断切换，人物动作仅有基本的走动和触发互动。两名角色虽然共同行动，但所见的场景和时空都大有不同，许多关卡需要玩家在两人间不断切换，互相配合才能解开谜题，绝大多数谜题都围绕着“寻找数字”展开。游戏中有都市传说、精神污染、气功热、佛教莲花等场景元素，美术风格为横版2D，美术色调为电视台失真滤镜，并存在各种惊悚片镜头。

## 发行
2021年4月20日，在Gamera Game三周年纪念活动中，拾英工作室公布新游戏《三伏》。2022年1月，制作人宣布游戏为中式悬疑惊悚犯罪题材，试玩版最快于三、四月份发布。3月21日，游戏在Steam上发布免费试玩版，试玩内容包括游戏的序章和第一章。试玩版发行第二天，制作人宣布预计游戏正式版将于2023年年初发售。8月25日，制作人首次公开了游戏中的角色信息和故事梗概。10月23日，制作人宣布游戏制作流程已到尾声，预留三四个月打磨美术。2023年2月，制作人表示游戏将在上半年发售，最晚“不会超过三伏天”（即七、八月）。2023年6月10日，Gamera Games在广州核聚变游戏节上宣布，游戏将于2023年7月28日在Steam平台正式发售。2023年7月28日，游戏在Steam平台正式发售。发售一小时后，游戏的Steam在线人数超过1.3万人。

## 评价
游戏发售后，在Steam的评价为“特别好评”，共收录6735条评价，其中有86%给出好评，好评观点认为：剧情优秀，初期的氛围拉满，美术风格惊艳；差评的观点认为剧情逻辑存在问题。游民星空评论员“心灵奇兵”给游戏打出8分，称游戏精致的美术带来绘本般的视觉享受，出神入化的镜头演出，是描写出色的群像剧，但是剧情略显套路，过分强调演出导致游戏性欠缺，对悬念的解答有些生硬。3DMGAME专栏作者“中等偏下”给游戏打出7.5分，称游戏的优点是场景演出、台词功底和对时代背景的还原，不足之处在于谜题难度和谜题与氛围的契合度。游侠网编辑“一碗葫芦”给游戏打出8.5分，称游戏有令人惊艳的视角切换、新意十足的题材，讲了一个好故事，但是对喜欢操作的玩家来说游戏性不是很强。